# Marquette County (Michigan)
Marquette County is een county in de Amerikaanse staat Michigan. Ze werd genoemd naar de Franse missionaris en ontdekkingsreiziger Jacques Marquette.
De county heeft een landoppervlakte van 4.716 km² en telt 64.634 inwoners (volkstelling 2000). De hoofdplaats is Marquette.

## Bevolkingsontwikkeling

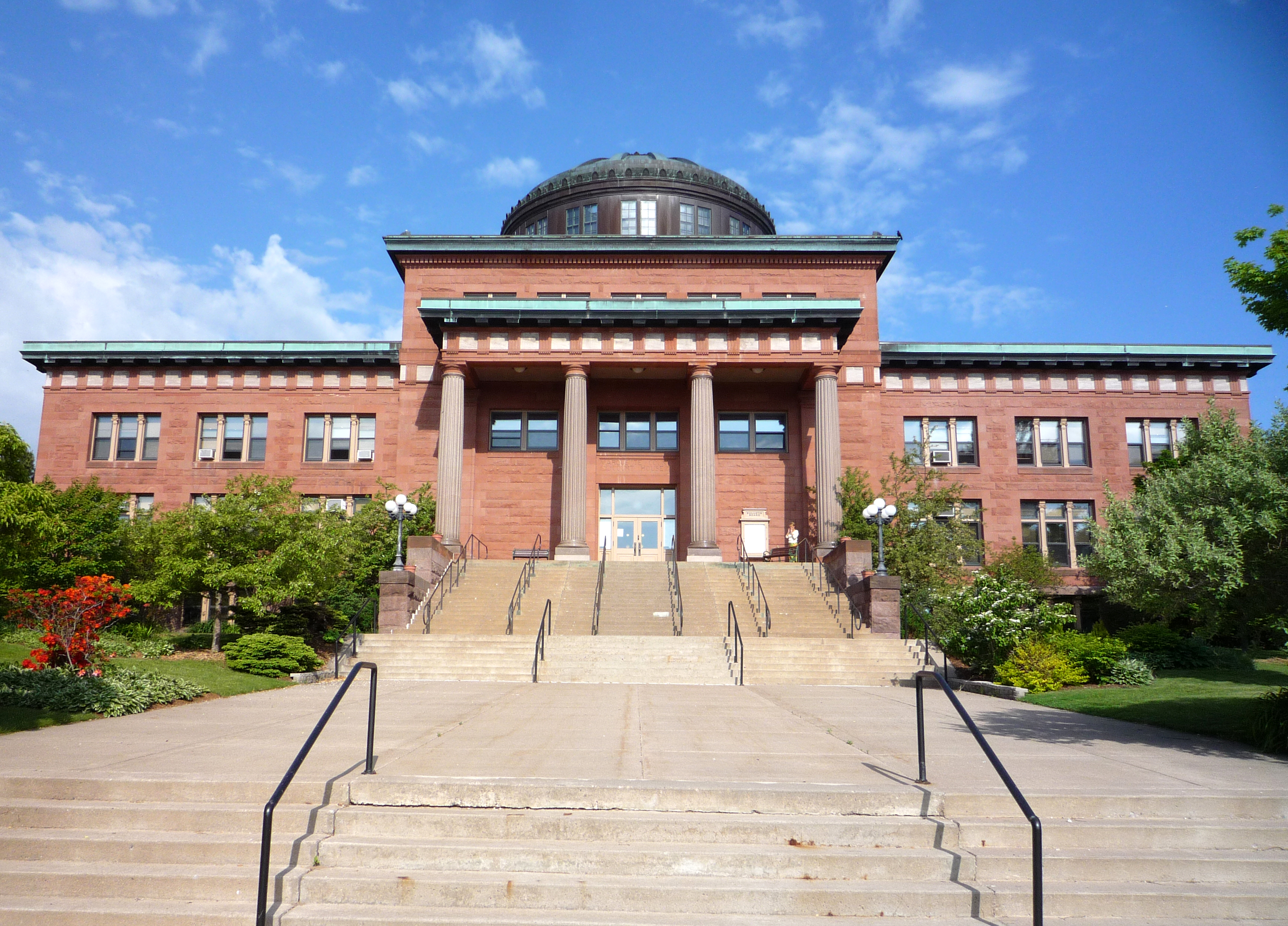
Marquette County Courthouse